# Unset
Az unset a Unix shell beépített parancsa. Eltávolítja a shell változókat, kitörli őket a memóriából.